# Sheridan Love
Sheridan Love (Dallas, Texas; 13 de octubre de 1984) es una actriz pornográfica estadounidense.

## Biografía
Sheridan Love empezó a trabajar como actriz porno en 2011, destacándose por sus papeles en películas de temática lésbica. Su primera película fue Seduced By Mommy 2, donde compartió plantel con Brett Rossi, India Summer, Stacey Sexton, Summer Daniels, Tanya Tate y Tara Holiday.
También ha trabajado en Lesbian Babysitters 6, Lesbian PsychoDramas 8 y Women Seeking Women 78.
Por su actuación en la película Against Her Will ganó en 2013 el Premio XBIZ a la Mejor actriz en película lésbica. Por su secuela, Against Her Will 2, estuvo nominada en la misma categoría al año siguiente.
Ha trabajado en más de 160 películas como actriz.

## Premios y nominaciones
| Año  | Ceremonia    | Resultado | Premio                           | Trabajo                 |
| ---- | ------------ | --------- | -------------------------------- | ----------------------- |
| 2013 | Premios XBIZ | Ganadora  | Mejor actriz en película lésbica | Against Her Will        |
| 2014 | Premios XBIZ | Nominada  | Mejor actriz en película lésbica | Against Her Will 2      |
| 2016 | Inked Awards | Nominada  | Mejor escena lésbica             | Big Booty Bad Bitches 2 |
| 2017 | Premios AVN  | Nominada  | Premio fan: Mejores pechos       | —                       |
| 2018 | Premios AVN  | Nominada  | Premio fan: Mejores pechos       | —                       |
| 2019 | Premios AVN  | Nominada  | Premio fan: Mejores pechos       | —                       |